# 福歌。2013
福歌。2013（ふくうた。2013）は2013年7月20日に福島テレビ開局50周年感謝ライブとして行われたイベントである。

## 概要
「福島で、歌を。」をテーマに、福島県郡山市のビッグパレットふくしまで2013年7月20日に福島テレビ開局50周年記念に開催されたイベントである。参加者は事前に往復はがきによる応募が必要であった。厳選な抽選の結果、3500人が抽選で選ばれた。
2014年以降も継続し開催され、2014年8月31日と2015年8月30日に郡山市民文化センターで『福歌。○○○○』（○○○○の部分は各開催日の西暦）として第2・3回を開催。2014年以降は有料チケット制である。

## 出演者

### 第1回（2013年）

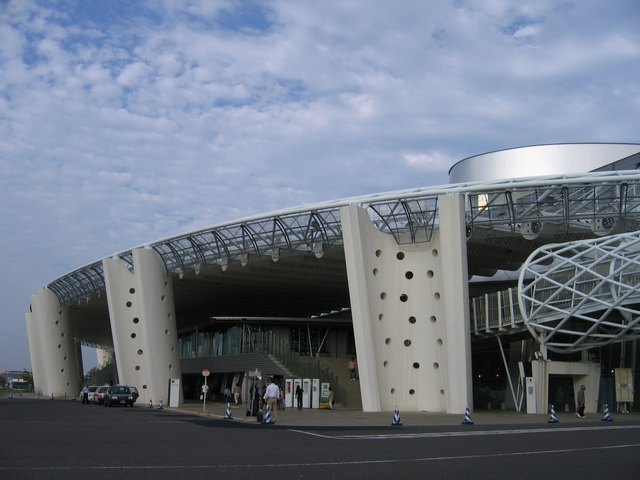
第1回「福歌。」会場となったビックパレットふくしま

- 山崎まさよし
- 元ちとせ
- GAKU-MC
- 片平里菜
- 杏子
- 秦基博
- 一青窈

### 第2回（2014年）
- 泉谷しげる
- GAKU-MC
- 片平里菜
- 中村中

### 第3回（2015年）
- GAKU-MC
- 片平里菜
- 東京スカパラダイスオーケストラ
- 真心ブラザーズ

## メディア放送
2013年7月22日のめざましテレビのエンタメコーナーやFTVスーパーニュースにて一部放送された。また、後日特番として、ライブの模様を放送した。
- 福島テレビ 2013年8月26日 19:00 - 20:00
- フジテレビNEXT 2013年8月16日 20:00 - 23:00、2013年9月13日 13:00 - 16:00（再放送）